# 錫利什泰亞鄉 (布勒伊拉縣)
45°17′59″N 27°51′00″E / 45.29972°N 27.85000°E
錫利什泰亞鄉（羅馬尼亞語：Comuna Siliștea, Brăila），是羅馬尼亞的鄉份，位於該國東南部，由布勒伊拉縣負責管轄，面積102平方公里，海拔高度8米，2007年人口1,864，人口密度每平方公里18人。